# Three Women – drei Frauen
Three women – drei Frauen ist eine Veröffentlichung der US-amerikanischen Journalistin und Schriftstellerin Lisa Taddeo, welche im Januar 2020 beim Piper Verlag in der Übersetzung von Maria Hummitzsch in deutscher Sprache erschienen ist. In der Heimat der Autorin erschien das Buch im Juli 2019 unter dem Titel Three Women bei Simon & Schuster.

## Inhalt und Hintergrund
Als die Autorin im Jahr 2010 das bereits in ihrem Geburtsjahr 1980 veröffentlichte, aus einer sehr männlichen Perspektive geschriebene Buch von Gay Talese Thy Neighbor’s Wife über das sexuelle Verhalten der US-Amerikaner las, fand sie, dass es Zeit für eine aktuellere und weiblichere Betrachtungsweise sei. Dabei hatte sie erst nicht vor nur Frauen zur porträtieren, sondern eine Darstellung des sexuellen Begehrens im zweiten Jahrzehnt des 21. Jahrhunderts in den USA aufzuzeigen. Dafür fuhr sie durch das Land und interviewte Personen über diese Thematik. Insgesamt war die Autorin für ihre Reportage acht Jahre im Land unterwegs, wobei sie sich intensiv mit 30 Personen befasste. Die drei Frauen, die ihr am meisten Vertrauen schenkten und intimste Einblicke in ihre Leben ermöglichten, hat sie in ihr Buch aufgenommen. Dabei wählt sie, wie seinerzeit auch Talese, eine literarische Erzählweise, bei welcher die Protagonisten abwechseln beschrieben werden.

### Lina
Lina lernte die Autorin bei einem Frauengesprächskreis an einem Institut in Indiana kennen. Sie hatte zu dieser Zeit gerade ihre konventionelle Ehe mit zwei Kindern beendet, um eine Affäre auszuleben. In ihrer Ehe hatte ihr Ehmann, welchen sie im Studium kennengelernt hatte, in letzter Zeit fast jeglichen Körperkontakt mit ihr vermieden, so dass sie wieder Kontakt zu ihrer ersten Liebesbeziehung Aidan aus ihrer Schulzeit aufgenommen hatte. Aidan war die erste große Liebe von der sich nicht als attraktiv empfindenden Lina. Aber bevor sich die Beziehung entwickeln konnte, wurde sie von einem Schulkameraden in betrügerischer Absicht auf eine Party eingeladen und dort von mehreren Männern vergewaltigt. Danach galt sie in der Schule als Hure und setzte die Beziehung mit Aidan nicht fort. Für Aidan ist diese neue Beziehung mit Lina nur eine Affäre zu seiner sexuellen Befriedigung.

### Maggie
Zu Maggie nahm Taddeo Kontakt auf, als sie von deren Gerichtsverfahren las, in welchem diese ihren ehemaligen Lehrer aufgrund von Sexuellem Missbrauch verklagte. In der Schule hatte der Lehrer Aaron Knodel den intensiven Kontakt zu der als labil geltenden Schülerin gesucht, so schrieben sie sich SMS und er telefonierte sehr oft mit ihr. Als seine Frau auf Dienstreise war, lud er Maggie in seine Wohnung ein, wobei es zwar nicht zum Geschlechtsverkehr, aber zu körperlicher Intimität kam. Knodel achtet sehr darauf, dass die Beziehung geheim blieb und auch keine Spuren, wie die SMS, hinterlässt. Als seine Frau den persönlichen Kontakt mit einer Schülerin entdeckt, beendet Knodel sofort das Verhältnis. Maggie’s Eltern sind beide Alkoholiker und können durch ihre eigene Situation ihre Kinder nicht wirklich bei emotionalen Problemen unterstützen. Ihr Vater wird auch wenig später Suizid begehen. Knodels Verteidiger werden dieses familiäre Umfeld im Verfahren gegen Maggie verwenden. Auch die Frau des Lehrers wird den Behauptungen der Schülerin widersprechen. Obwohl der intensive Telefonkontakt zu einer Schülerin nachgewiesen wird und auch Bemerkungen des Lehrers in einem Buch der Schülerin einen intimen Kontakt vermuten lassen, wird der Lehrer von der Jury freigesprochen. Maggie, die emotional den plötzlichen Beziehungsabbruch schwer verarbeiten konnte, hatte das Verfahren angestrebt, nachdem Aaron Knodel Jahre nach ihrer Beziehung zum Lehrer des Jahres von North Dakota ernannt wurde. Diese Auszeichnung und das Verhalten des Lehrers zu ihr sowie die damit verbundenen emotionalen Probleme für sie, musste sie einfach thematisieren und reichte die Klage ein. Sie ist auch die einzige Frau in dem Buch, deren wirklicher Name verwendet wird. Dadurch nahmen mehrere Frauen Kontakt zu Maggie auf, welchen von ähnlichen Erfahrungen berichteten, was ihr in der Verarbeitung weiterhilft.

### Sloane
Sloane lernte die Autorin in Neuengland kennen, nachdem ihr dort von einem Restaurantbesitzerehepaar mit einer merkwürdigen sexuellen Beziehung berichtet wurde. Dabei kommt die als außerordentlich schön beschriebene Sloane aus vermögenden Verhältnissen. Sie gründete mit ihrem Ehemann ein Feinschmeckerrestaurant, welches sich auch erfolgreich etabliert. Für ihre Sexualität wünscht sich ihr Ehemann eine Dreierbeziehung, so dass Sloane eine junge, hübsche Angestellte des Restaurants dafür animiert. Richard ihr Ehemann mag es aber mehr, wenn er zusehen kann, wie Sloane Geschlechtsverkehr mit einem anderen Mann hat. Auch darauf lässt sie sich ein und es entwickelt sich eine Langzeitbeziehung mit einem Angestellten des Restaurants. Die Ehefrau des Angestellten ist eine gute Bekannte von Sloane und sie denkt, dass diese auch über das Dreiecksverhältnis informiert ist. Dies ist jedoch nicht der Fall und als die Bekannte von der Dreiecksbeziehung erfährt, ist Sloane heftigen Vorwürfen und Schuldzuweisungen von ihr ausgesetzt. In ihrer Kindheit und Jugend waren die emotionalen Beziehungen innerhalb ihrer Familie sehr kühl. Ihr Bruder versuchte in der Pubertät intimen Kontakt zu seiner Schwester aufzubauen, was von ihr aber strikt abgewiesen wurde. Seitdem wurde sie von ihrem Bruder gemobbt. Sloane legte immer viel Wert auf ihr äußeres Erscheinungsbild, was im Ergebnisse teilweise auch zu Bulimie führte.

## Rezeption

### Kommerzieller Erfolg
Das vom in den Vereinigten Staaten sehr einflussreichen Literaten Dave Eggers empfohlene Buch, konnte sich direkt nach seiner Veröffentlichung im Juli 2019 auf Platz 2 der Hardcover-Sachbuch-Kategorie der The New York Times Best Seller list platzieren. Das Buch war insgesamt 11 Wochen auf dieser Liste geführt und wurde ca. 300.000 Mal in den USA verkauft. In Deutschland wurde Taddeos Werk auf Grund seiner literarischen Erzählweise in der Kategorie Belletristik geführt und konnte sich auch hier kurz nach seiner Veröffentlichung in der Spiegel-Ausgabe vom 18. Januar 2020 auf Rang 15 der Bestsellerliste dieser Zeitschrift platzieren. Insgesamt war das Buch 10 Wochen unter den Top-20 der Spiegelliste geführt und erreichte in der Ausgabe vom 8. Februar 2020 Platz 1.

### Kritik
In vielen Rezensionen wie von Andrea Gerk im Deutschlandfunk, Parul Sehgal in der New York Times oder Emily Witt im The Guardian wird der Autorin vorgeworfen, dass sie nur Beispiele aufführt, bei denen Frauen an ihrer sexuellen Abhängigkeit von Männern leiden, und dass dies nicht das allgemeine weiblich-sexuelle Begehren dieser Zeit widerspiegelt, zumal hier nur weiße Frauen aus dem konservativen Milieu beschrieben werden. Andere Kritikerinnen wie Meredith Haaf in der Süddeutschen Zeitung oder Sabine Rennefanz in der Frankfurter Rundschau finden sich trotzdem von dem Werk gut unterhalten bzw. sind der Ansicht, wie Carolina Schwarz in der taz, dass diese Geschichten es wert sind, erzählt zu werden. Letzteres findet auch Bryn Greenwood in der Washington Post, wobei sie auch hervorhebt, dass in diesen Geschichten von Enttäuschung und Verrat insbesondere die eigenständigen Wünsche der Frauen bestraft werden. Für Haaf wie auch für Elizabeth Flock in der Washington Post ist die Autorin mit der Art ihrer Beschreibung dabei schon sehr nah am Voyeurismus. Für Takis Würger im Spiegel ist es ein gnadenlos schönes Buch über die Sehnsucht, bei welchem die Frauen ihre Würde behalten und die Männer diese verlieren.
Zur Kritik an dem Buch meint die Autorin Lisa Taddeo, dass Frauen es oft nicht gern sehen, wenn man ihnen einen Spiegel vorhält und ähnlich wie in der MeToo Debatte oft wissen, was sie nicht wollen, aber nicht, was sie eigentlich wünschen. Außerdem findet sie, dass es wichtig war, die Schicksale gerade dieser drei Frauen zu veröffentlichen.

## Verfilmung
Das Buch wurde als 10 Folgen umfassende Miniserie verfilmt und im Februar 2024 über den Sender Starz ausgestrahlt. Shailene Woodley, Betty Gilpin und DeWanda Wise nehmen bei der Serie die Hauptrollen ein.